# エレニの旅
『エレニの旅』（ギリシャ語: Τριλογία - Το Λιβάδι που Δακρύζει；ラテン文字転写: Trilogia: To livadi pou dakryzei）は、2004年にフランス・ギリシャ・イタリアの出資で製作された映画である。テオ・アンゲロプロス監督による20世紀を題材にした三部作の一作目（二作目は『エレニの帰郷』）。主演はアレクサンドラ・アイディニ。2004年、ヨーロッパ映画賞の監督・撮影・音楽の各部門にノミネートされた。
家族を失ってゆく主人公の半生とともにギリシャの困難な現代史を神話的に描く。
2005年4月29日よりシャンテ・シネで公開、全国順次公開された。

## ストーリー
ロシア革命でオデッサを追われた人々がギリシャに戻って築いた村で、戦災孤児だったエレニは村のリーダー、スピロス（コロヴォス）に引き取られ育てられていた。スピロスに結婚を迫られたエレニは恋人（プルサディニス）とともに逃げ出し、ニコス（アルメニス）たちともに旅芸（音楽）人として生きることを選ぶ。

## キャスト
- アレクサンドラ・アイディニ - エレニ
- ニコス・プルサディニス - アレクシス
- ヨルゴス・アルメニス - ヴァイオリン奏きのニコス
- ヴァシリス・コロヴォス - スピロス
- エヴァ・コロヴォス - カッサンドラ（スピロスの姉）
- タリア・アルギリウー - ダナエ（スピロスの妻）
- ミハリス・ヤナトス - マネージャーでクラリネット吹きのジシス
- トゥーラ・スタントプロス - ニューオデッサの村人の老婆